# دون إيرل (صحفي رياضي)
دون إيرل (بالإنجليزية: Don Earle)‏ هو صحفي رياضي أمريكي، ولد في 29 مارس 1929، وتوفي في 12 ديسمبر 1993.